# Patrick Gallagher
Pour les articles homonymes, voir Gallagher.
Patrick Gallagher est un acteur canadien né le 21 février 1968 à New Westminster, en Colombie-Britannique, Canada.

## Filmographie

### Cinéma
- 1996 : Moving Target de Damian Lee : Jonish Kukoc
- 2003 : Master and Commander : De l'autre côté du monde (Master and Commander: The Far Side of the World) de Peter Weir : Awkward Davies, Able Seaman
- 2004 : Sideways d'Alexander Payne : Gary the Bartender
- 2004 : Entre les mains de l'ennemi (In Enemy Hands) de Tony Giglio
- 2005 : Destination finale 3 (Final Destination 3) de James Wong : Colquitt
- 2006 : La Nuit au musée (Night at the Museum) de Shawn Levy : Attila le Hun
- 2008 : Au bout de la nuit (Street Kings) de David Ayer : Capitaine de LAPD
- 2009 : La Nuit au musée 2 (Night at the Museum : Battle of Smithsonian) de Shawn Levy : Attila
- 2014 : La Nuit au musée 3 (Night at the Muséeum : Secret of the Tomb) de Shawn Levy : Attila
- 2020 : Les Chroniques de Noël 2 (The Christmas Chronicles 2) de Chris Columbus : l'agent de sécurité à l'aéroport

### Télévision
- 2001 - 2003 : Coroner Da Vinci (Da Vinci's Inquest) : Détective Joe Finn (13 épisodes)
- 2005 : Stargate Atlantis (saison 2, épisode 19 : Inferno) : Vonnon
- 2008 - 2009 : True Blood : Chow (#4 épisodes)
- 2009 : Glee : Ken Tanaka (#9 épisodes)
- 2010 : Hawaii 5-0 (#1 épisode)
- 2011 : Endgame : Hugo
- 2012 : Le Bébé de Noël (Baby's First Christmas) : Sal
- 2014 : NCIS Los Angeles agent de sécurité ( Saison 6 épisode 12 )
- 2016 - 2017 : IZombie : Jeremy Chu
- 2020 : Grey’s Anatomy : Station 19 : Keller ( Saison 3 épisode 12 )
- 2020 - 2023 : Big Sky (série télévisée) : Shérif Walter Tubb